# 李宗鉉
李 宗鉉（イ・ジョンヒョン、朝鮮語: 이종현、1902年または1903年3月5日または1904年 - 1959年1月7日）は、日本統治時代の朝鮮の独立運動家、大韓民国の政治家、実業家。初代江原道知事、第2代韓国国会議員、第2代農林部長官を歴任した。

## 経歴
平安南道徳川郡出身。新義州中学校卒。日本留学を経て三・一運動に参加して3年間投獄された。光復後は平安南道人民委員会の結成に参加し、運輸部長を務めたが、越南して朝鮮民主党事務局長、大韓独立促成国民会総務部長、韓国民主党最高委員、初代江原道知事（1948年10月18日～1949年2月23日）、第2代韓国国会議員、第2代農林部長官（1949年2月23日～1950年1月20日）、第2代国会産業分科委員長、韓国銀行金融通貨委員、興韓紡績株式会社社長を務めた。
1959年1月5日、夫婦で交通事故に巻き込まれて重傷を負い、首都医科大学第2附属病院で治療を受けた後、7日にソウル市中区東子洞の自宅で死去。56歳没。